# Вільям Флай
Вільям Флай (англ. William Fly; помер 12 липня 1726 р.) — англійський пірат, який протягом трьох місяців у 1726 р. здійснював набіги на судна в районі Нової Англії, поки його не схопила команда захопленого корабля. Його повісили в Бостоні, штат Массачусетс, а його тіло було демонстртивно вивішено в як попередження іншим піратам. Багато хто вважає, що його смерть знаменує кінець Золотої доби піратства.

## Кар'єра
Кар'єра Вільяма Флая як пірата почалася в квітні 1726 року, коли він записався на корабель «Elizabeth», що прямував до Західної Африки на чолі з капітаном Джоном Ґріном. Між Ґріном і Флаєм майже відразу почались сварки, які призвели до того, що однієї ночі Флай очолив заколот на кораблі, у результаті якого Ґрін був викинутий за борт, а сам Флай прийняв командування над Elizabeth. Захопивши корабель, бунтівники підняли прапор «Веселий Роджер», перейменували корабель у «Fames' Revenge» і попливли до узбережжя Північної Кароліни а звідти на північ, до Нової Англії. Приблизно за два місяці вони захопили п'ять кораблів, перш ніж самі потрапили в полон. Після захоплення Флая, відомий пуританський проповідник Коттон Мезер безуспішно намагався змусити його публічно покаятися.
Вільяма Флая та його команду було повішено в Бостонській гавані 12 липня 1726 року. Повідомляється, що Флай віднісся до повішення з повною зневагою і навіть дорікнув кату за погану роботу, повторно зав'язавши зашморг та самостійно накинувши його собі на шию. Його останні слова містили попередженням капітанам, щоб вони добре ставилися до своїх моряків і платили їм вчасно: «Наш капітан і його помічник використали нас по-варварськи. Ми, бідні люди, не можемо домогтися справедливості. Нехай капітани ніколи не ображають нас і не використовують нас, як Псів» Флай наполягав, щоб «усі капітани суден могли взяти до уваги долю капітана, якого він убив, і виплатити морякам їхню платню в належний термін».
Після страти Флая його тіло було підвішено на ланцюгах на острові Нікс-Мате в Бостонській гавані як попередження іншим не вдаватися до піратства.